# Lo dijo el corazón
Lo dijo el corazón es un álbum de Joan Sebastián, lanzado el 19 de febrero del 2002 a través del sello discográfico Discos Musart. En 2003, el álbum ganó a un premio Grammy al mejor álbum mexicano.

## Lista de canciones
| N.º | Título                    | Duración |  |
| 1.  | «Cascadita de Te Quieros» | 3:00     |  |
| 2.  | «Ciega y Loca»            | 3:00     |  |
| 3.  | «Piromaniaco»             | 2:51     |  |
| 4.  | «Tenme Fe»                | 3:47     |  |
| 5.  | «El Pisotón»              | 3:17     |  |
| 6.  | «Que Bonita Pareja»       | 3:00     |  |
| 7.  | «Manantial de Llanto»     | 3:32     |  |
| 8.  | «Besos Peregrinos»        | 3:46     |  |
| 9.  | «Barrio Viejo»            | 2:52     |  |
| 10. | «Dos Opciones»            | 3:27     |  |
| 11. | «Lo Dijo el Corazón»      | 3:36     |  |
| 12. | «A Gu Gu Di Di da Da»     | 3:33     |  |

## Rendimiento de los gráficos
| Gráfico (2002)                       | Posición |
| ------------------------------------ | -------- |
| US Billboard Top Latin Albums        | 7        |
| US Billboard Regional Mexican Albums | 3        |